# Grekiska

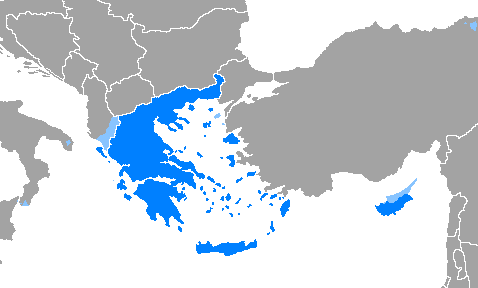
Områden där modern grekiska talas. Mörkblått anger där språket är ett officiellt språk.

Grekiska (klassisk grekiska: ἑλληνική, hellēnikḗ; nygrekiska: ελληνικά, elliniká) utgör en egen gren av de  indoeuropeiska språken. Begreppet syftar på grenens alla språkvarianter, den historiskt viktigaste formen klassisk grekiska, eller på nygrekiska, som är en blandning av flera historiska  dialekter. Nygrekiska talas av omkring 12 miljoner människor (år 2016), främst i Grekland. Språket, i varianten demotisk grekiska (Δημοτική, Dimotikí), är officiellt språk i Grekland och på Cypern (tillsammans med turkiska), samt i EU. Det skrivs med det grekiska alfabetet.
Språket finns dokumenterat åtminstone sedan omkring år 1200 f.Kr. Klassisk grekiska var huvudspråket för den antika grekiska civilisationen, och koinegrekiskan var ett lingua franca för stora delar av östra Medelhavsområdet och Främre Orienten från Alexander den store till romartidens slut (till 1453 e. Kr. i Östrom), då grekiskan även var ett språk som bildade romare förväntades kunna. Nya testamentet skrevs ned på koinegrekiska. Under medeltiden var bysantinsk grekiska det officiella språket i det östromerska riket. Sedan renässansen har grekiskan varit ett viktigt akademiskt språk, dock mindre vanligt än latin i de flesta liknande sammanhang. Språket har även gett upphov till en rad lånord i andra språk, speciellt inom medicin.
Nygrekiska skiljer sig på många sätt från klassisk grekiska, bland annat genom påverkan från andra språk under medeltiden, och genom stora förändringar (huvudsakligen förenklingar) i grammatiken.

## Geografisk spridning
Nygrekiska talas av omkring 13 miljoner, huvudsakligen i Grekland och på Cypern. Det finns också sedan gammalt grekisktalande befolkning i Georgien, Ukraina, Turkiet, Albanien och södra Italien. Språket talas också i många andra länder i den grekiska diasporan dit greker flyttat på senare tid.
Det finns 9,7 miljoner grekisktalande i Grekland, 562 000 på Cypern, 370 000 i USA, 358 000 i Tyskland, 312 000 i Australien, 131 000 i Kanada, 109 000 i Storbritannien, 80 000 i Albanien, 56 000 i Ryssland, 44 000 i Sydafrika, 29 000 i Georgien, 23 000 i Belgien, 20 000 i Italien och 16 000 i Sverige.

### Officiell status
Nygrekiska är officiellt språk i Grekland, där det talas av ungefär 95 procent av befolkningen. Det är också, tillsammans med turkiska, officiellt språk på Cypern. Eftersom Grekland och Cypern är medlemmar i EU är grekiska ett av EU:s officiella språk.

## Klassifikation
Grekiska är en självständig gren av den indoeuropeiska språkfamiljen. De antika språken som troligtvis var mest lika den klassiska grekiskan var fornmakedonska (vilket kan ha varit en grekisk dialekt) och frygiska, som inte är tillräckligt välbevarat för att tillåta detaljerad jämförelse. Bland de levande språken är armeniska troligen det som historiskt sett är närmast besläktat; grekiska och armeniska tros ha skiljt sig från varandra något senare än de skilde sig från de övriga indoeuropeiska språken, men skillnaderna mellan dem är idag mycket stora. Den indoeuropeiska grupp som efter armeniskan ligger närmast är den indoiranska. Grekiska är dock ett kentumspråk till skillnad från både armeniska och indoiranska, som är satemspråk.
Nygrekiska stammar via den medeltida bysantinska grekiskan och det antika standardspråket koine ifrån klassisk grekiska av den attiska dialekten som talades i och omkring Aten under klassisk tid.

## Historik

### Tidig historia
Det grekiska urspråket, som utvecklades ur den gemensamma urindoeuropeiskan, skiljde sig bland systerspråken troligen sist från det armeniska urspråket (och innan dess möjligen från indoiranskan), under tidigt 2000-tal f.Kr. (grekiskan delar vissa drag med armeniskan, men efter senare utveckling, däribland satemiseringen av armeniskan, ligger nu språken på avsevärt avstånd från varandra). Urgrekiskans talare bebodde södra Balkanhalvön under första halvan av det andra årtusendet f.Kr. Omkring år 1000 f.Kr. hade grekerna spridit sig över de egeiska öarna och västra Anatolien.
Bland konsonantljudens utveckling från de indoeuropeiska förhållandena märks att grekiskan upprätthållit kontrasten mellan de tonande och de aspirerade klusilerna. De senare har dock avtonats så att urindoeuropeiska *bʰ, *dʰ, *gʰ motsvarar grekiska /pʰ/, /tʰ/, /kʰ/ (vilka kom att skrivas φ, θ, χ med det grekiska alfabetet). Grekiskan är (till skillnad från bland annat de armeniska och indoiranska grupperna) ett kentumspråk, vilket innebär att de urindoeuropeiska palatovelarerna uppgått i de rena velarerna, medan kontrasten mot labiovelarerna upprätthållits. De senare återfinns som sådana i den allra tidigast belagda grekiskan (mykenskan), men har i det klassiska språket uppgått i de labiala, dentala och velara klusilerna i olika kontexter (jämför till exempel grekiska τέσσαρες med latinets quattuor, båda från *kʷetwóres och med betydelsen "fyra"). Vidare blev *s och senare *y före vokaler till /h/, ett ljud som senare försvann icke-initialt, tillsammans med /w/ (från *w), i de flesta dialekter (det /h/ som kvarstod initialt framför vokaler kallas spiritus asper).
Bland vokalerna märks att både långa och korta *a och *o fortfarande är kontrastiva till skillnad från många av systerspråken (dock är det bara långa /e/ och /o/ som har egna bokstäver i alfabetet, η och ω). Som enda språk kontrasterar grekiskan samtliga vokalkvaliteter som uppstått genom färgning av urindoeuropeiskans laryngaler (nämligen /e/, /a/, /o/ från *h₁, *h₂, *h₃). Grekiskan bevarar (liksom armeniskan) initiala laryngaler före konsonant som vokaler (till exempel ἀστήρ från *h₂stḗr).

### Senare utveckling
Den äldsta bevarade formen av grekiska är den mykenska, som skrevs med stavelseskriften linear B på lertavlor daterade till någon gång 1400-1200 f.Kr. i Knossos på Kreta. Detta räknas som det tredje äldsta belägget för ett indoeuropeiskt språk, efter hettitiska och vediska. Efter den mykenska civilisationens fall saknas vidare belägg fram till början på den period som kallas den klassiska, vilken utmärks av det grekiska alfabetets utvecklande på 800-talet f.Kr. Grekiskan kom därefter att i olika dialekter vara kulturspråket i den antika grekiska världen, och användes till att skriva bland annat en stor mängd litteratur.
Se vidare: Klassisk grekiska
I högspråket koine som utvecklats vid Kr.f. hade flera ljudförändringar ägt rum: /e:/ och /ε:/ hade uppgått i /i/, vokallängd var inte längre kontrasterande, diftongerna blev monoftonger och /h/ (spiritus asper) eliminerades; senare uppgick även /y/ i /i/. Under senantiken genomgick tonande och aspirerade klusiler frikativisering: de tonande klusilerna /b/, /d/, /g/ blev de tonande frikativorna /v/, /ð/, /ɣ/ och de tonlösa aspirerade klusilerna /pʰ/, /tʰ/, /kʰ/ blev de tonlösa frikativorna /f/, /θ/, /x/.
Nygrekiskans formlära har till viss del bevarat den klassiska, men med ett antal förenklingar. Vissa former, framför allt inom verbböjningen, har försvunnit. Klassisk grekiska hade flera infinitivformer; som en utveckling inom Balkansprachbundet har nygrekiska ersatt infinitiven med en perifrastisk konjunktivform. Det klassiska språket hade ett komplext participsystem, medan nygrekiskan har ett enklare. Dualis har försvunnit som numerus. Inom substantivböjningen märks även dativs försvinnande.

## Nygrekiska
Nygrekiska är den form av grekiska som används idag. Den är utvecklad direkt från koiné (i sin tur en utveckling av den klassiska attiska grekiskan), och är den moderna formen av det språk som talades i den grekiska världen under antiken (se klassisk grekiska).

### Fonologi
Det finns femton grundläggande konsonantfonem i nygrekiskan. Flera av dessa har vanliga allofona varianter i olika kontexter.
|           | Bilabial | Labio- dental | Dental | Alveolar | Velar |
| --------- | -------- | ------------- | ------ | -------- | ----- |
| Nasal     | m        |               |        | n        |       |
| Klusil    | p        |               | t      |          | k     |
| Frikativa |          | f v           | θ ð    | s z      | x ɣ   |
| Flapp     |          |               |        | ɾ        |       |
| Lateral   |          |               |        | l        |       |

- /n/ har allofonen [ŋ] framför velarerna /ɣ/, /k/, /x/ (detta ljud stavas γ inuti ord).
- /p/, /t/, /k/ har tonande allofoner [b], [d], [g] efter nasalljuden [m], [n], [ŋ]. Den föregående nasalen försvinner initialt och reduceras ofta medialt till en prenasalisering.
- Velarerna /ɣ/, /k/, /x/ har de palatala allofonerna [j] (ibland återgiven som [ʝ]), [kʲ] (ibland återgiven som [c]), [ç] framför de främre vokalerna /i/, /ɛ/. Före de främre vokalerna och efter nasalljud (enligt ovan) har /k/ även allofonen [gʲ] (ibland återgiven som [ɟ]).
- /n/ har den palatala allofonen [ɲ] framför /i/. /n/+/i/ före en annan vokal uttalas [ɲ]. I vissa dialekter har även /l/ den palatala allofonen [lʲ] (ibland återgiven som [ʎ]) före /i/.
- /f/, /s/, /k/ har de tonande allofonerna [v], [z], [g] före tonande konsonanter.
- Det vanligaste uttalet av den rotiska konsonanten /ɾ/ (ofta återgiven som /r/) är en flapp/tapp, eller mindre ofta en approximant.[6]

Ibland räknas /ts/ och /dz/ som egna fonem i stället för som kombinationer av två fonem.
Nygrekiskan har fem vokalfonem. Till skillnad från i klassisk grekiska finns inga egentliga diftonger och ingen skillnad görs på vokallängd.
|        | Främre | Bakre |
| ------ | ------ | ----- |
| Sluten | i      | u     |
| Mellan | e      | o     |
| Öppen  | a      | a     |

- Obetonat /u/ har den icke-syllabiska allofonen [w] direkt efter vokal (/u/ stavas ου; notera att αυ och ευ står för /af/ eller före vokal /av/ respektive /ef/ eller före vokal /ev/).
- Obetonat /i/ har en icke-syllabisk allofon [j] när den föregås eller följs av en vokal annan än /i/ (och då den inte föregås av /ɾ/), och [ç] i samma ställning men efter tonlös konsonant. Denna uttalsregel gäller dock traditionellt endast ord av demotiskt ursprung, varför man skulle kunna argumentera för ett fonem /j/. /i/ uppgår efter /n/ i den palatala nasalen [ɲ] före en annan vokal.

Källa: Holton et al.

### Grammatik
Liksom de flesta indoeuropeiska språk är grekiska i hög grad flekterande. Nygrekiska substantiv kategoriseras i tre genus – maskulinum, femininum och neutrum – och böjs i två numerus – singular och plural – och fyra kasus – nominativ, genitiv, ackusativ och vokativ. Adjektiv och artiklar kongruensböjs enligt dessa grammatiska kategorier.
Det nygrekiska verbet böjs i numerus (singular och plural), person, modus (indikativ, konjunktiv och imperativ; andra modala funktioner uttrycks genom perifrastiska konstruktioner), diates (aktiv och medio-passiv), tempus (preteritum och presens; futurum uttrycks perifrastiskt) och aspekt (perfektiv och imperfektiv). Liksom många språk på Balkan finns i nygrekiskan ingen infinitivform – denna motsvaras i stället av en perifrastisk konjunktiv.

## Grekiska alfabetet
Det grekiska alfabetet utvecklades under klassisk tid (omkring 800-talet f.Kr.) ur det feniciska och används än idag för att i skrift uttrycka det grekiska språket. Det grekiska alfabetet ligger till grund för de latinska och kyrilliska alfabeten.
| Bokstav | Namn    | Svensk transkription | Svensk transkription | Uttal (i IPA) | Uttal (i IPA)             |
| Bokstav | Namn    | Klassisk             | Nygrekisk            | Klassiskt     | Nygrekiskt                |
| --- | ------- | -------------------- | -------------------- | ------------- | ------------------------- |
| Α α | alfa    | a                    | a                    | [a], [a:]     | [a]                       |
| Β β | beta    | b                    | v                    | [b]           | [v]                       |
| Γ γ | gamma   | g, n1                | g, n1                | [g], [ŋ]1     | [ɣ], [j]2, [ŋ]1           |
| Δ δ | delta   | d                    | d                    | [d]           | [ð]                       |
| Ε ε | epsilon | e                    | e                    | [e], [ɛ]      | [ɛ]                       |
| Ζ ζ | zeta    | z                    | z                    | [dz], [z]     | [z]                       |
| Η η | eta     | ē                    | i                    | [ɛ:]          | [i]                       |
| Θ θ | theta   | th                   | th                   | [tʰ]          | [θ]                       |
| Ι ι | jota    | i                    | i                    | [i], [i:]     | [i], [j]                  |
| Κ κ | kappa   | k                    | k, g3                | [k]           | [k], [kʲ]2, [g]3, [gʲ]2,3 |
| Λ λ | lambda  | l                    | l                    | [l]           | [l]                       |
| Μ μ | my      | m                    | m                    | [m]           | [m]                       |
| Ν ν | ny      | n                    | n                    | [n]           | [n]                       |
| Ξ ξ | xi      | x                    | x                    | [ks]          | [ks]                      |
| Ο ο | omikron | o                    | o                    | [o]           | [o]                       |
| Π π | pi      | p                    | p, b3                | [p]           | [p], [b]3                 |
| Ρ ρ | rho     | r, rh4               | r                    | [r]           | [ɾ]                       |
| Σ σ ς5 | sigma   | s                    | s                    | [s]           | [s]                       |
| Τ τ | tau     | t                    | t, d3                | [t]           | [t], [d]3                 |
| Υ υ | ypsilon | y                    | i el. y6             | [y], [y:]     | [i]                       |
| Φ φ | fi      | ph el. f             | f                    | [pʰ]          | [f]                       |
| Χ χ | chi     | ch                   | ch el. h             | [kʰ]          | [x], [ç]2                 |
| Ψ ψ | psi     | ps                   | ps                   | [ps]          | [ps]                      |
| Ω ω | omega   | ō                    | o                    | [o:]          | [o]                       |
| 1. Uttalas [ŋ] och transkriberas n framför γ, κ, ξ, χ. 2. Palataliserad allofon framför [i], [ɛ]. 3. Tonande klusil allofon efter nasalerna [m], [n] och [ŋ]. μπ, ντ, γκ transkriberas initialt b, d, g. 4. rh återger ῥ, ρ med spiritus asper, som skrivs i början av ord samt i dubbelteckningen ῤῥ, rrh. 5. ς används i ordslut. 6. Nygrekiska ου transkriberas ou el. u; αυ och ευ återges som av el. af resp. ev el. ef (f före tonlös). Spiritus asper framför initiala vokaler i klassisk grekiska återges med h. I nygrekiskan uttalas αι som [ɛ] och ει, οι, υι alla som [i]; ει, υι transkriberas i, αι som ai el. e, οι som oi el. i. |         |                      |                      |               |                           |

Källor: NE, Holton et al.

## Dialekter
Den klassiska grekiskan hade flera betydande dialekter, däribland attiska (västjoniska), joniska (östjoniska), doriska och aioliska. Vissa litterära genrer var bundna till särskilda dialekter. Se vidare klassisk grekiska. Det senare utvecklade standardspråket koine bygger främst på attiskan.
Samtliga nu levande dialekter utom tsakoniskan har sitt ursprung i koine som det talades under senantiken och härstammar alltså från attiskan. Tsakoniska, som är en isolerad dialekt med ett minskande antal talare på Peloponnesos, stammar från doriskan. Vissa andra dialekter har behållit element av de icke-attiska antika dialekterna, men attiskan räknas dock som huvudsaklig grund för dem.
Dialekter som vid sidan av nygrekiskan utvecklats ur koine och som levt kvar in i modern tid är pontiska och kappadokiska (den senare är dock sedan folkförflyttningarna på 1920-talet så gott som utdöd).

## Nygrekiska dialekter

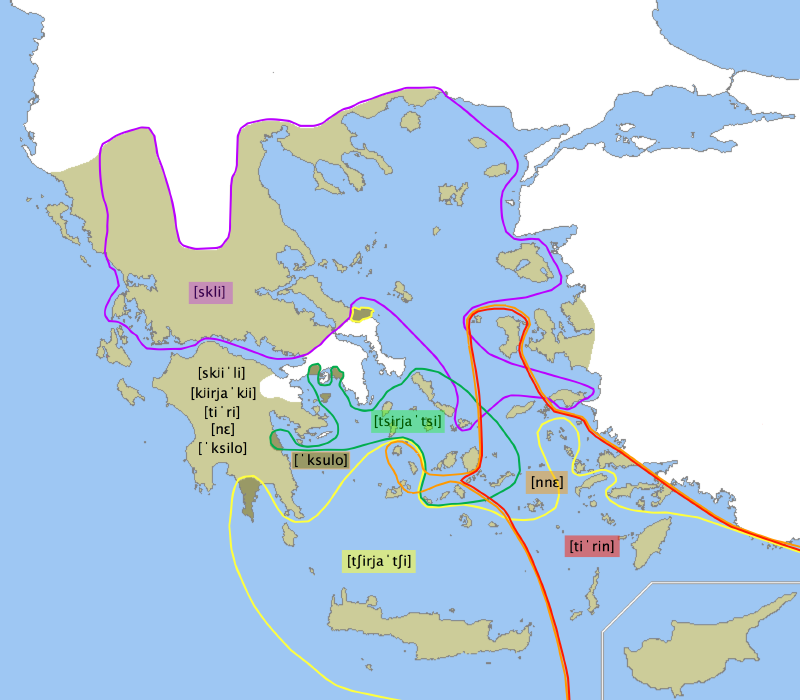
Karta över nygrekiska dialekter (ca.1900).

Inom den egentliga nygrekiskan fanns tidigare större regionala skillnader, men dessa har i hög grad ersatts av standardspråket, med relativt små dialektala variationer; på Cypern förekommer dock större dialektala skillnader. Cypriotiska och kretanska har utvecklats ur den medeltida bysantinska grekiskan vid sidan av standardspråket.
Tidigare rådde en utpräglad diglossisituation mellan det folkliga dimotiki och det puristiska katharevusa, som delvis försökte efterlikna den antika grekiskan och där främmande lånord ersatts av inhemska nybildningar. År 1976 blev dimotiki den officiella standarden i Grekland och katharevusa har sedan dess blivit förlegat, men har dock i hög grad påverkat det moderna språket.

## Namnet
Grekland, grekiska och greker är det svenska namnet på landet, språket och folket. Detta namn stammar från latinet (Graecia, Graecus; ytterst av graierna). Grekerna själva kallade sig däremot i forntiden för hellener (Ἕλληνες) och hela landet för Hellas (Ἑλλάς). Detta namn återupptogs, då den moderna grekiska staten grundades under 1800-talet. Homeros använde inte namnet hellener, utan kallade grekerna för achaier, argeier eller danaer. Både den styrande och bildade eliten och den koinetalande och övriga kristna befolkningen i Bysantinska riket kallade sig romare (Ῥωμαῖοι eller Ῥωμιοί) eller grekoi (Γραικοί).